# Кнестиков, Владимир Васильевич
Владимир Васильевич Кнестиков (28 февраля 1950, Новосибирск — 25 мая 1999, Чита) — советский и российский театральный актёр, народный артист Российской Федерации (1994).

## Биография
Родился 28 февраля 1950 года в Новосибирске.
В 1973 году окончил Новосибирское театральное училище (сейчас Новосибирский государственный театральный институт). После выпуска работал в Новосибирском ТЮЗе (ныне театр «Глобус»), Приморском драматическом театре имени Горького во Владивостоке.
В 1975 году перешёл в Читинский областной драматический театр, где играл до конца жизни. Сыграл более 70 ролей.
Председатель Читинской организации Союза театральных деятелей РФ (1986—1999). 
Был убит 25 мая 1999 года в Чите.

## Награды и премии
- Заслуженный артист РСФСР (24.08.1984).
- Народный артист России (6.01.1994)[2].

## Работы в театре
- «Забайкальцы» В. Балябина — Молоков
- «Егор Булычёв и другие» М. Горького — Достигаев
- «Гамлет» В. Шекспира — Лаэрт
- «Плутни Скапена» Ж.-Б. Мольера — Скапен
- «Банкрот» А.Н. Островского — Рисположенский
- «Леди Макбет Мценского уезда» Н. Лескова — Зиновий Измайлов
- «Безумный день, или Женитьба Фигаро» П. Бомарше — граф Альмавива
- «Ромул Великий» Ф. Дюрренматта — Ромул
- «Вечер» А. Дударева — Гастрит
- «Ричард III» В. Шекспира — Ричард III
- «Смерть Пазухина» М. Е. Салтыкова-Щедрина — Фурначёв

## Память
- В Чите в память актёра установлена мемориальная доска.